# 384
Năm 384 là một năm trong lịch Julius.